# زهره پریرخ
زهره پریرخ نویسندهٔ ایرانی کتاب‌های کودک و نوجوان است.

## جوایز
کتاب هفت خوان و هفت رزم از آثار او که در سال ۱۳۹۲ از سوی نشر کانون پرورش فکری کودکان و نوجوانان منتشر شد، در فهرست کلاغ سفید (۲۰۱۴) قرار گرفت.